# Tsuyokute New Saga
Tsuyokute New Saga (強くてニューサーガ Tsuyokute Nyū Sāga?) es una serie de novelas ligeras japonesas escritas por Masayuki Abe e ilustradas por Ryūta Fuse. Se serializó en línea entre mayo de 2012 y 2013 en el sitio web de publicación de novelas generado por el usuario Shōsetsuka ni Narō. Más tarde fue adquirida por AlphaPolis, que publicó diez volúmenes entre abril de 2013 y julio de 2018. Una adaptación de manga con arte de Jun Miura se ha serializado en línea a través del sitio web de manga de AlphaPolis desde febrero de 2014. Una adaptación de la serie al anime de Studio Clutch se estrenó el 3 de julio de 2025.

## Sipnosis
Después de una feroz batalla al borde de la aniquilación, el espadachín mágico Kyle finalmente derrota al Rey Demonio y pierde el conocimiento. Sin embargo, la próxima vez que se despierta, se encuentra en una ciudad natal ¡que se suponía haber sido destruida en el pasado! Para revertir el escenario de la extinción de la humanidad, Kyle (que tiene recuerdos de su vida pasada) se une a sus amigos en una segunda aventura para salvar el mundo.

## Personajes
Kyle (カイル Kairu?)
 Seiyū: Yuma Uchida, Samuel Lazcano (español latino)
Seran (セラン?)
 Seiyū: Hiro Shimono, Elliot Leguizamo (español latino)
Lise (リーゼ Rīze?)
 Seiyū: Fairouz Ai, Irene Ponce (español latino)
Urza (ウルザ Uruza?)
 Seiyū: Asami Seto, Jennifer Mapula (español latino)
Sildonia (シルドニア Shirudonia?)
 Seiyū: Minami Takahashi, Ale Pilar (español latino)
Milena (ミレーナ Mirēna?)
 Seiyū: Kaori Maeda, Lucía Suárez (español latino)
Zentos (ゼントス Zentosu?)
 Seiyū: Hiroki Yasumoto
Miranda (ミランダ?)
 Seiyū: Riho Sugiyama
Gō (ゴウ?)
 Seiyū: Rie Hikisaka
Gazas (ガザス Gazasu?)
 Seiyū: Tetsu Inada
Ganias (ガニアス Ganiasu?)
 Seiyū: Takehito Koyasu
Yūriga (ユーリガ?)
 Seiyū: Yōko Hikasa
Seraia (セライア?)
 Seiyū: Hisako Kanemoto, Georgina Sánchez (español latino)
Leila (ユーリガ Reira?)
 Seiyū: Akeno Watanabe, Valca Ponzanelli (español latino)

## Contenido de la obra

### Novelas ligeras
La serie está escrita por Masayuki Abe e ilustrada por Ryūta Fuse. Se serializó en línea entre mayo de 2012 y 2013 en el sitio web de publicación de novelas generado por el usuario Shōsetsuka ni Narō. Más tarde fue adquirida por AlphaPolis, que publicó diez volúmenes entre abril de 2013 y julio de 2018.

#### Lista de volúmenes
| Volúmenes de novelas ligeras publicadas | Volúmenes de novelas ligeras publicadas | Volúmenes de novelas ligeras publicadas |
| Número                                  | Fecha de lanzamiento                    | ISBN                                    |
| --------------------------------------- | --------------------------------------- | --------------------------------------- |
| 1                                       | 8 de abril de 2013                      | ISBN 978-4434177941                     |
| 2                                       | 7 de octubre de 2013                    | ISBN 978-4434183652                     |
| 3                                       | 2 de abril de 2014                      | ISBN 978-4434190421                     |
| 4                                       | 8 de octubre de 2014                    | ISBN 978-4434197444                     |
| 5                                       | 3 de mayo de 2015                       | ISBN 978-4434205866                     |
| 6                                       | 29 de diciembre de 2015                 | ISBN 978-4434214875                     |
| 7                                       | 4 de septiembre de 2016                 | ISBN 978-4434223587                     |
| 8                                       | 5 de abril de 2017                      | ISBN 978-4434231261                     |
| 9                                       | 28 de octubre de 2017                   | ISBN 978-4434239106                     |
| 10                                      | 2 de julio de 2018                      | ISBN 978-4434246920                     |

### Manga
Una adaptación de manga con arte de Jun Miura se ha serializado en línea a través del sitio web de manga de AlphaPolis desde febrero de 2014. El manga se publica digitalmente en inglés a través de Alpha Manga. Sus capítulos individuales se han recopilado en diez volúmenes tankōbon hasta la fecha.

#### Lista de volúmenes
| Volúmenes de manga publicados | Volúmenes de manga publicados | Volúmenes de manga publicados |
| Número                        | Fecha de lanzamiento          | ISBN                          |
| ----------------------------- | ----------------------------- | ----------------------------- |
| 1                             | 31 de octubre de 2014         | ISBN 978-4434197062           |
| 2                             | 30 de septiembre de 2015      | ISBN 978-4434209413           |
| 3                             | 30 de abril de 2016           | ISBN 978-4434217937           |
| 4                             | 31 de diciembre de 2016       | ISBN 978-4434226489           |
| 5                             | 30 de noviembre de 2017       | ISBN 978-4434238703           |
| 6                             | 30 de septiembre de 2018      | ISBN 978-4434250224           |
| 7                             | 31 de agosto de 2019          | ISBN 978-4434262319           |
| 8                             | 31 de agosto de 2020          | ISBN 978-4434277894           |
| 9                             | 31 de agosto de 2021          | ISBN 978-4434292774           |
| 10                            | 31 de octubre de 2022         | ISBN 978-4434310249           |

### Anime
El 19 de octubre de 2022 se anunció una adaptación de la serie al anime. La serie estaba originalmente programada para julio de 2023, pero se retrasó el 26 de mayo de 2023 debido a "diversas circunstancias". Originalmente, la serie iba a ser animada por Makaria y Yokohama Animation Laboratory y dirigida por Norikazu Ishigooka, pero tras el aplazamiento, Studio Clutch reemplazó a Makaria y Yokohama Animation Laboratory como estudio de animación y Naoki Mizusawa reemplazó a Ishigooka como director. La serie está producida por Sotsu, con Kenta Ihara a cargo de la composición de la serie, Nilitsu redactando los diseños de personajes de animación originales, Atsushi Asahi diseñando los personajes y Shachō de Soil & "Pimp" Sessions y Hironori Anazawa componiendo la música de la serie. Se estrenó el 3 de julio de 2025 en Tokyo MX y ABC TV. El tema de apertura es «Enja» (演者?), interpretado por 4s4ki, mientras que el tema de cierre es «Her», interpretado por Mahiru Coda. Crunchyroll obtuvo la licencia de la serie en todo el mundo excepto Japón, China y Corea.
El 18 de junio de 2025, se anunció que la serie recibió un doblaje en español latino, el cual se estrenó el 23 de julio.